# 二格骨牌

唯一的二格骨牌

二格骨牌（Domino），又稱二連塊，是一種多格骨牌，每塊以二個全等的正方形連成，若一骨牌翻面或是旋轉後，仍視為同一種骨牌的話，只有一種二格骨牌。
若一骨牌翻面後的形狀和原來不同時，可以不視為同一種骨牌，二格骨牌因為其軸對稱，此條件下仍然只有一種二格骨牌。若一骨牌翻面或是旋轉後形狀和原來不同，可以不視為同一種骨牌，此時有二種二格骨牌，另一個是將原來的二格骨牌旋轉90度而得。